# أنطوني روسو (سياسي)
أنطوني روسو (بالإنجليزية: Anthony Russo)‏ هو سياسي أمريكي، ولد في 2 يناير 1956 في الولايات المتحدة. انتخب عمدة هوبوكين ‏.